# Etyr 1924 Wielkie Tyrnowo
Etyr 1924 Wielkie Tyrnowo (bułg. Футболен клуб Етър 1924) – bułgarski klub piłkarski, mający siedzibę w mieście Wielkie Tyrnowo w środku kraju.

## Historia
Chronologia nazw:
- 2002: Etyr 1924 Wielkie Tyrnowo (bułg. Етър 1924 Велико Търново)
- 8.05.2013: klub rozwiązano

Klub piłkarski Etyr 1924 Wielkie Tyrnowo został założony w miejscowości Wielkie Tyrnowo latem 2002 roku. W swoim pierwszym sezonie 2002/03 klub zwyciężył w północno-zachodniej Grupie "W" i awansował do Grupy "B". W sezonie 2003/04 startował w drugoligowych rozgrywkach, zajmując 8.miejsce w lidze. Sezon 2004/05 zakończył na 11.pozycji w końcowej klasyfikacji. W sezonie 2005/06 był ósmym w grupie zachodniej "B". W sezonie 2006/07 awansował na 6.lokatę, a w następnym spadł na 7.miejsce. W sezonie 2008/09 zajął 13.miejsce, a w 2009/10 był piątym. W 2010/11 awansował na trzecią pozycję. W sezonie 2011/12 przeniósł się do grupy wschodniej "B", w której zwyciężył i awansował do A PFG Mistrzostw Bułgarii. Debiut w I lidze był nieudanym, w swoim pierwszym sezonie 2012/13 klub zajął ostatnie 16.miejsce.
8 maja 2013 klub został rozwiązany z powodów finansowych. W ostatnich czterech meczach ligowych przeciwnicy otrzymali 3:0 przez walkower.

## Sukcesy

### Trofea międzynarodowe
Nie uczestniczył w rozgrywkach europejskich (stan na 31-05-2017).

### Trofea krajowe
| \| \| Zdobyte trofea w rozgrywkach Bułgarii (stan na: 31-05-2017) \| |                                                             |      |                           |
| Rozgrywki                                                            | Osiągnięcie                                                 | Razy | Sezon(y)                  |
| · Mistrzostwo                                                        | I miejsce                                                   | 0    |                           |
| · Mistrzostwo                                                        | II miejsce                                                  | 0    |                           |
| · Mistrzostwo                                                        | III miejsce                                                 | 0    |                           |
| · Mistrzostwo                                                        | 16.miejsce                                                  | 1    | 2012/13                   |
| Puchar                                                               | zdobywca                                                    | 0    |                           |
| Puchar                                                               | finalista                                                   | 0    |                           |
| Puchar                                                               | 1/8 finału                                                  | 3    | 2004/05, 2010/11, 2011/12 |
| II liga                                                              | I miejsce                                                   | 1    | 2011/12 (gr.wschodnia)    |
| II liga                                                              | II miejsce                                                  | 0    |                           |
| II liga                                                              | III miejsce                                                 | 3    | 2010/11 (gr.zachodnia)    |
| Bułgaria                                                             | Zdobyte trofea w rozgrywkach Bułgarii (stan na: 31-05-2017) |      |                           |

- Grupa "W":
  - mistrz (1x): 2002/03 (północno-zachodnia)

## Stadion
Klub rozgrywa swoje mecze domowe na stadionie Iwajło w Wielkim Tyrnowie, który może pomieścić 25000 widzów.